# Notaspidium grisselli
Notaspidium grisselli är en stekelart som beskrevs av T.C. Narendran 1987. Notaspidium grisselli ingår i släktet Notaspidium och familjen bredlårsteklar. Inga underarter finns listade i Catalogue of Life.